# Bohuslän
A Bohuslän ( PRONÚNCIA) é uma província histórica sueca do noroeste da Gotalândia, localizada junto aos estreitos do Escagerraque e do Categate e fazendo fronteira com a Noruega.

Ocupa 1% da área total do país, e tem uma população de 315 240 habitantes (2023).

É uma província conhecida pela pesca, pela água salgada e pelos rochedos nus. Possui mais de 20 000 vestígios arqueológicos registados, sendo de destacar as gravuras rupestres de Tanum (1500–500 a.C.).

Está situada na costa do Mar do Norte, entre a Noruega e a cidade de Gotemburgo. É limitada a oeste pelo estreito de Escagerraque, a norte pela Noruega, a leste pela Dalsland, e a sul pela Västergötland. Pertencia à Noruega, com o nome de Viken, mas pelo Tratado de Roskilde em 1658 passou a ser uma província da Suécia. Desde 1998, faz parte do Condado da Västra Götaland.
Como província histórica, a Bohuslän não possui funções administrativas, nem significado político. Como termo geográfico, está diariamente presente nos mais variados contextos, como por exemplo em Bohusläns museum (museu regional),  Bohusläns hembygdsförbund (federação de associações de moradores) e Bohusläns Fotbollförbund (federação regional de futebol).

## Etimologia e uso
Apesar do seu nome, a Bohuslän é uma província histórica - landskap, e não um condado - län.
O termo Bohuslän designa uma entidade geográfica, consolidada no século XV, e atual nos nossos dias. O termo Bohus län (lit. Condado de Bohus) designa uma entidade político-administrativa, um condado  existente em 1680-1700 (landshöfdingedöme), governado a partir do Castelo de Bohus (Bohus slott).
O topónimo Bohuslän deriva das palavras nórdicas bágr (obstáculo difícil, talvez em alusão às águas difíceis do rio Nordre älv) e hus (castelo).

Em textos em português costuma ser usada a forma original Bohuslän.

| “ | A terceira pesquisa ocorreu no museu localizado no cais Bäveån, da cidade sueca de Uddevalla, na província histórica de Bohuslän. | ” |

## Província histórica e condado atual
A província histórica da Bohuslän faz parte do condado da Västra Götaland, juntamente com as províncias históricas da Västergötland e de Dalsland.

A Götaland
As províncias históricas da Suécia
O Condado da Västra Götaland

## Geografia
A Bohuslän é uma província com carácter acentuadamente marítimo. A sua costa recortada por fiordes e umas 3 000 ilhas, em granito e gnaisse nus, é completada por um interior marcado por vales férteis.
| - Limites: Norte – Noruega, Leste – Dalsland e Västergötland, Sul – Västergötland, Oeste – Estreito de Escageraque - Condados: Västra Götaland - Montanhas – Björnerödspiggen (223 m) - Rios: Rio Göta - Lagos - Södra Bullaren e Norra Bullaren - Ilhas - Orust * Tjörn * Öckerö * Hisingen * Hönö * Ilhas Koster * Malmön - Fiordes – Gullmarn, Hakefjord e Brofjorden - Cidades: Uddevalla, Kungälv, Lysekil, Strömstad, Marstrand e uma pequena parte de Gotemburgo - Comunas: Strömstad, Tanum, Munkedal (parcialmente), Sotenäs, Lysekil, Uddevalla, Orust, Lilla Edet (parcialmente), Stenungsund, Tjörn, Kungälv, Gotemburgo (parcialmente) e Öckerö |

Símbolos da Bohuslän

### Comunas da Bohuslän
| Kungälv | Lysekil | Munkedal | Öckerö | Orust | Sotenäs | Stenungsund | Strömstad | Tanum | Tjörn | Uddevalla |
| Kungälv | Lysekil | Munkedal | Öckerö | Orust | Sotenäs | Stenungsund | Strömstad | Tanum | Tjörn | Uddevalla |

### Maiores cidades da Bohuslän
| - Kungälv - Lysekil - Marstrand - Strömstad - Uddevalla - Stenungsund |

## Economia
A Bohuslän é tradicionalmente dominada pela pesca e pela extração da pedra. Hoje em dia, a principal atividade económica é a indústria petroquímica (Stenungsund, Lysekil) e a indústria fabril (barcos, carros, plástico, etc...), sendo o turismo uma importante atividade complementar.

## Comunicações
A província costeira da Bohuslän é atravessada de norte a sul pela E6, servindo Strömstad, Uddevalla e Kungälv. Quase em paralelo, corre a linha de Bohus (Bohusbanan), uma linha férrea passando por Strömstad, Uddevalla e Stenungsund.
Entre os seus portos, têm especial destaque o porto de mercadorias de Brofjorden (o maior porto de petróleo da Suécia), e o porto de passageiros de Strömstad.

## Património histórico, cultural e turístico
- Sítios de arte rupestre de Tanum (Hällristningarna i Tanum) - Gravuras rupestres na comuna de Tanum[33]
- Ilhas Koster (Kosteröarna) - Duas ilhas no estreito de Escagerraque a oeste de Strömstad
- Fortaleza de Bohus[33] (Bohus fästning) - Fortaleza do século XIV em Kungälv
- Havets Hus - Aquário em Lysekil[33]
- Museu da Bohuslän (Bohusläns museum) - Museu regional em Uddevalla
- Arca Nórdica (Nordens Ark) - Parque zoológico com animais em risco de extinção na comuna de Sotenäs[33]
- Museu Nórdico da Aguarela (Nordiska akvarellmuseet) - Museu da aguarela em Skärhamn
- Smögen - Ilha da comuna de Sotenäs
- Marstrand - Pequena cidade histórica na comuna de Kungälv
- Fortaleza de Carlsten (Karlstens fästning) - Fortaleza na ilha de Marstrand
- Fiorde Gullmarn - ”Fiorde de degrau” na comuna de Lysekil, e uma pequena parte na comuna de Munkedal
- Kynnefjäll - Montanha na comuna de Tanum
- Idefjorden - Fiorde entre a Suécia e a Noruega, nas comunas de Strömstad (Suécia) e Halden (Noruega)
- Ponte de Svinesund (Svinesundsbron) [33] - Ponte rodoviária entre a Suécia e a Noruega
- Väderöarna - Arquipélago de rochedos a oeste da localidade de Fjällbacka, na comuna de Tanum

Província histórica da Bohuslän
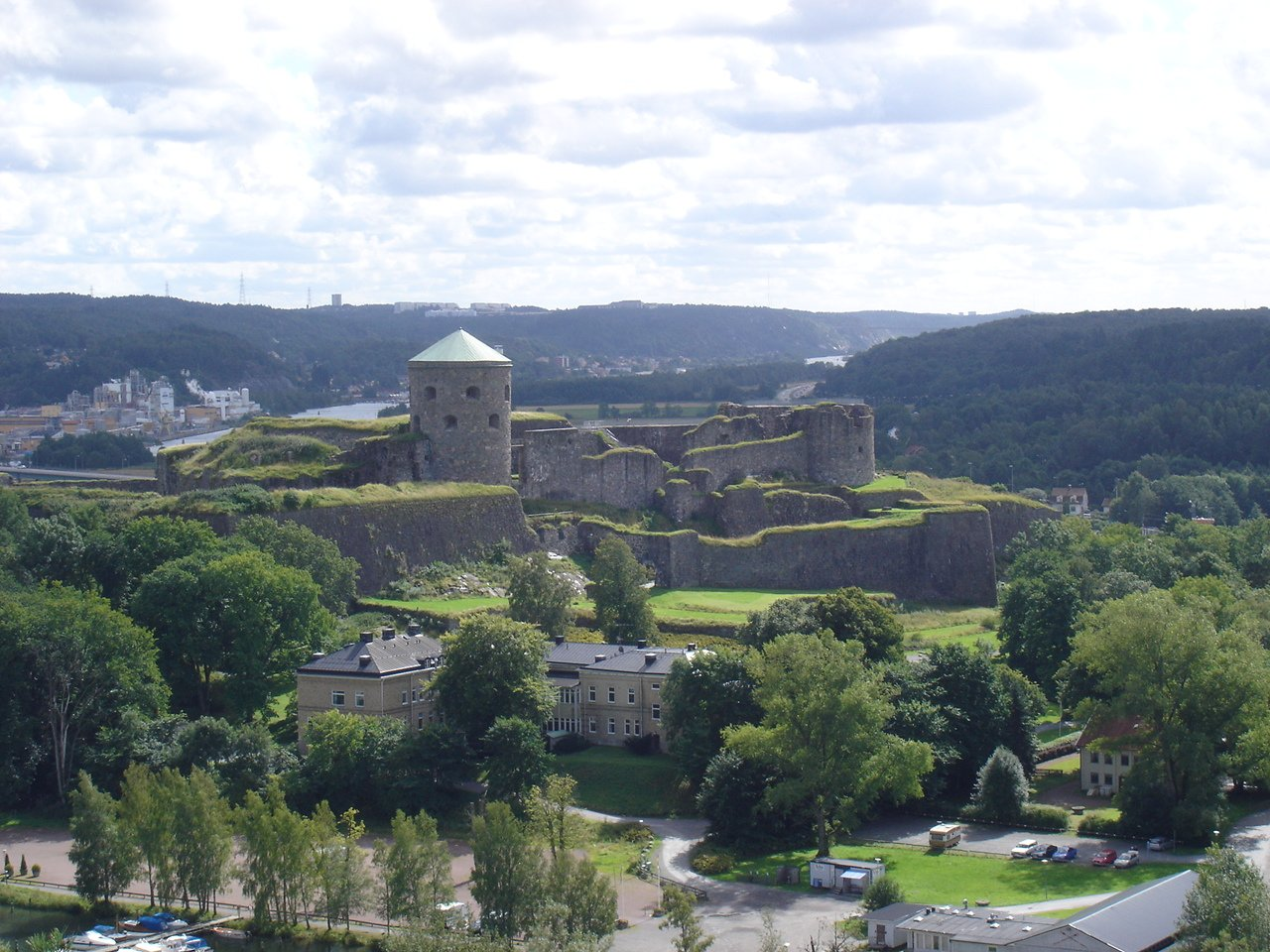
A Fortaleza de Bohus
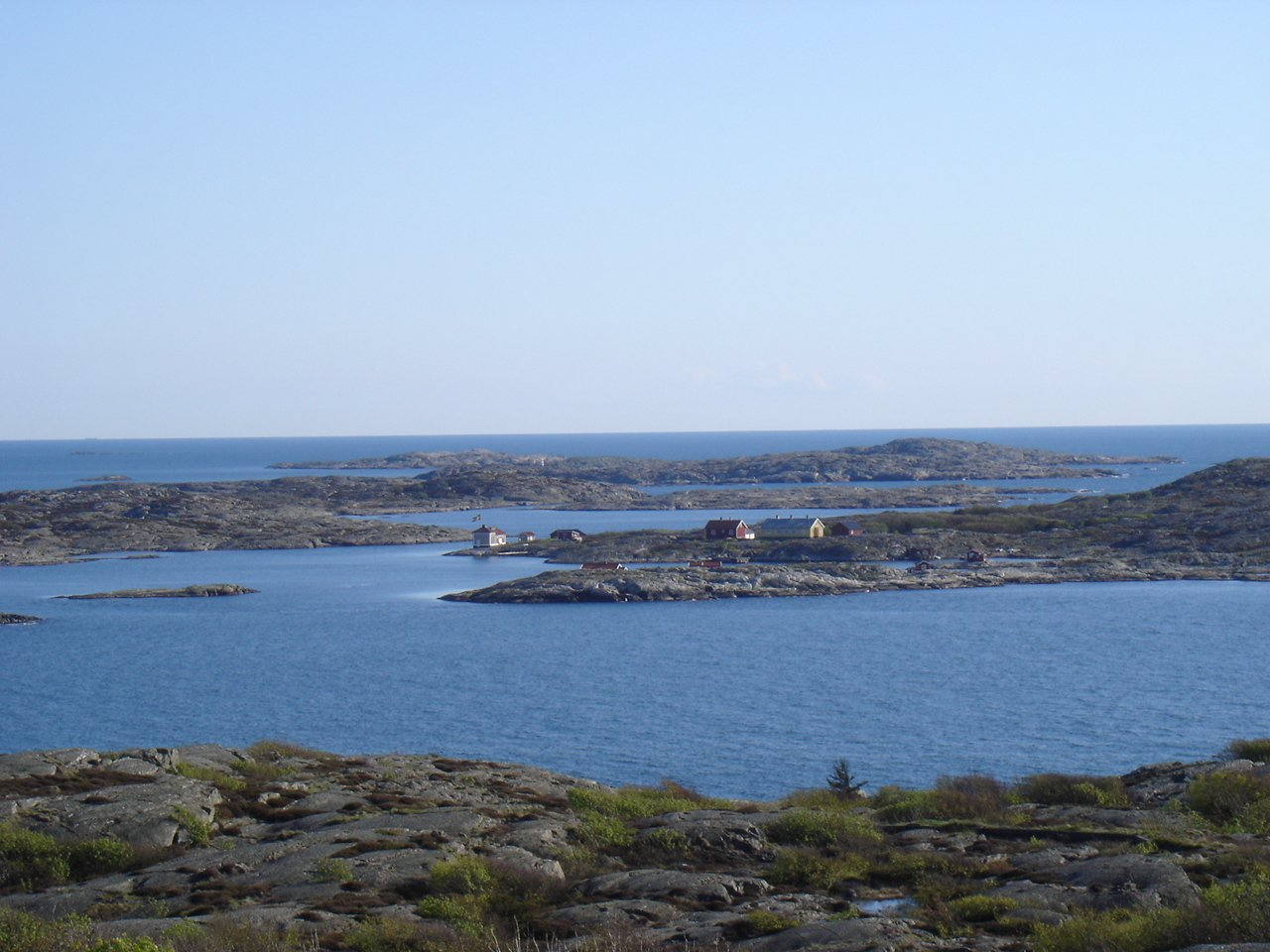
Marstrand
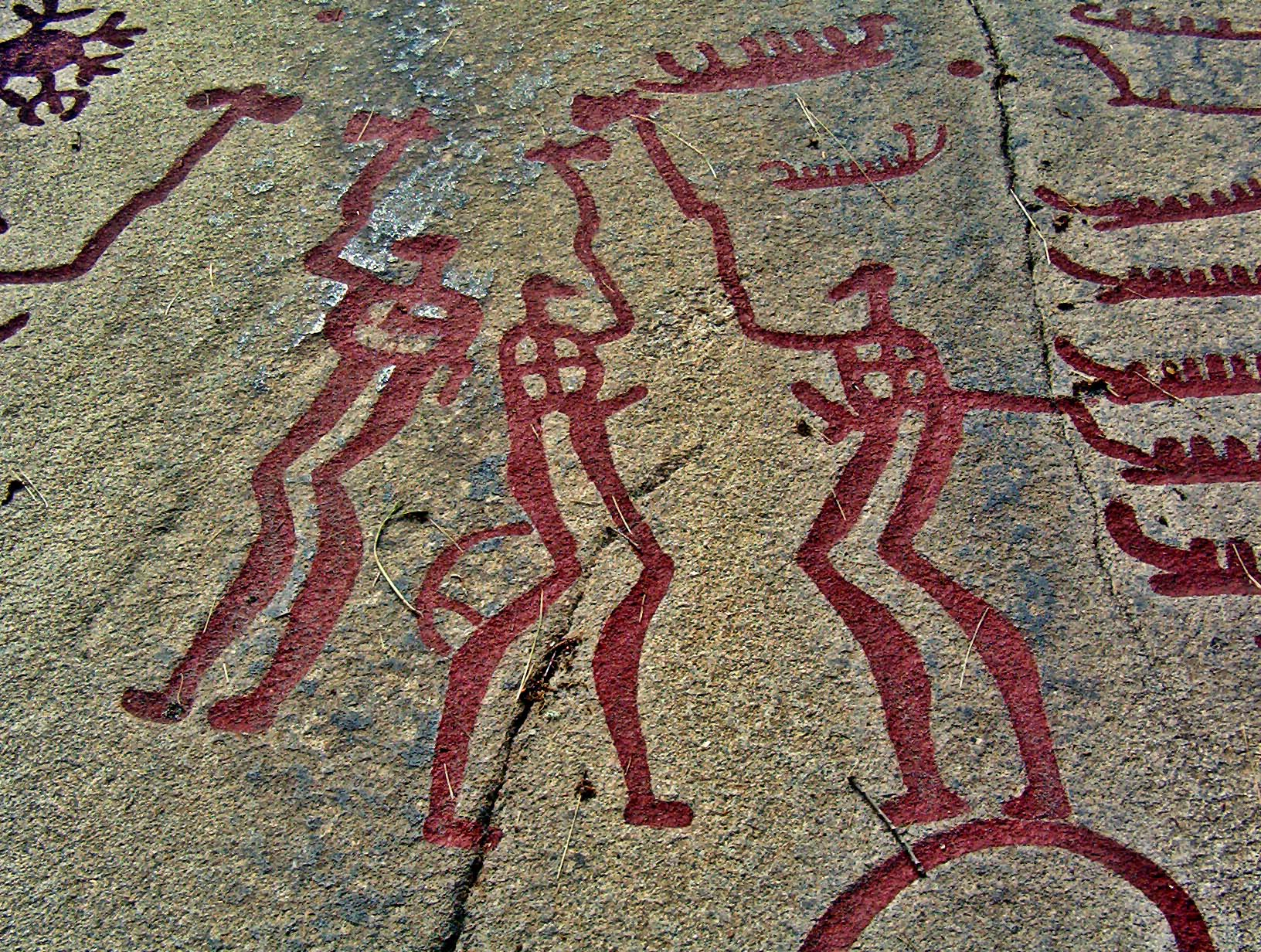
Gravuras rupestres de Tanum
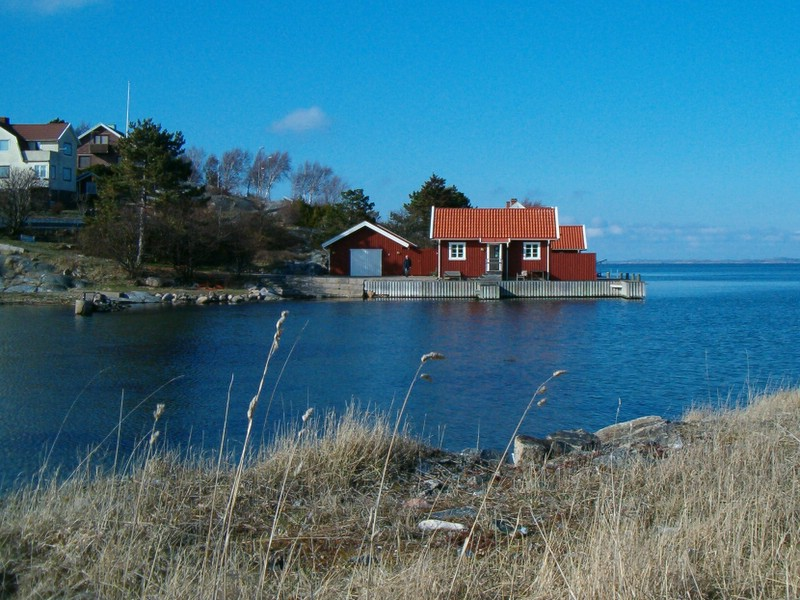
Ilha de Hälsö
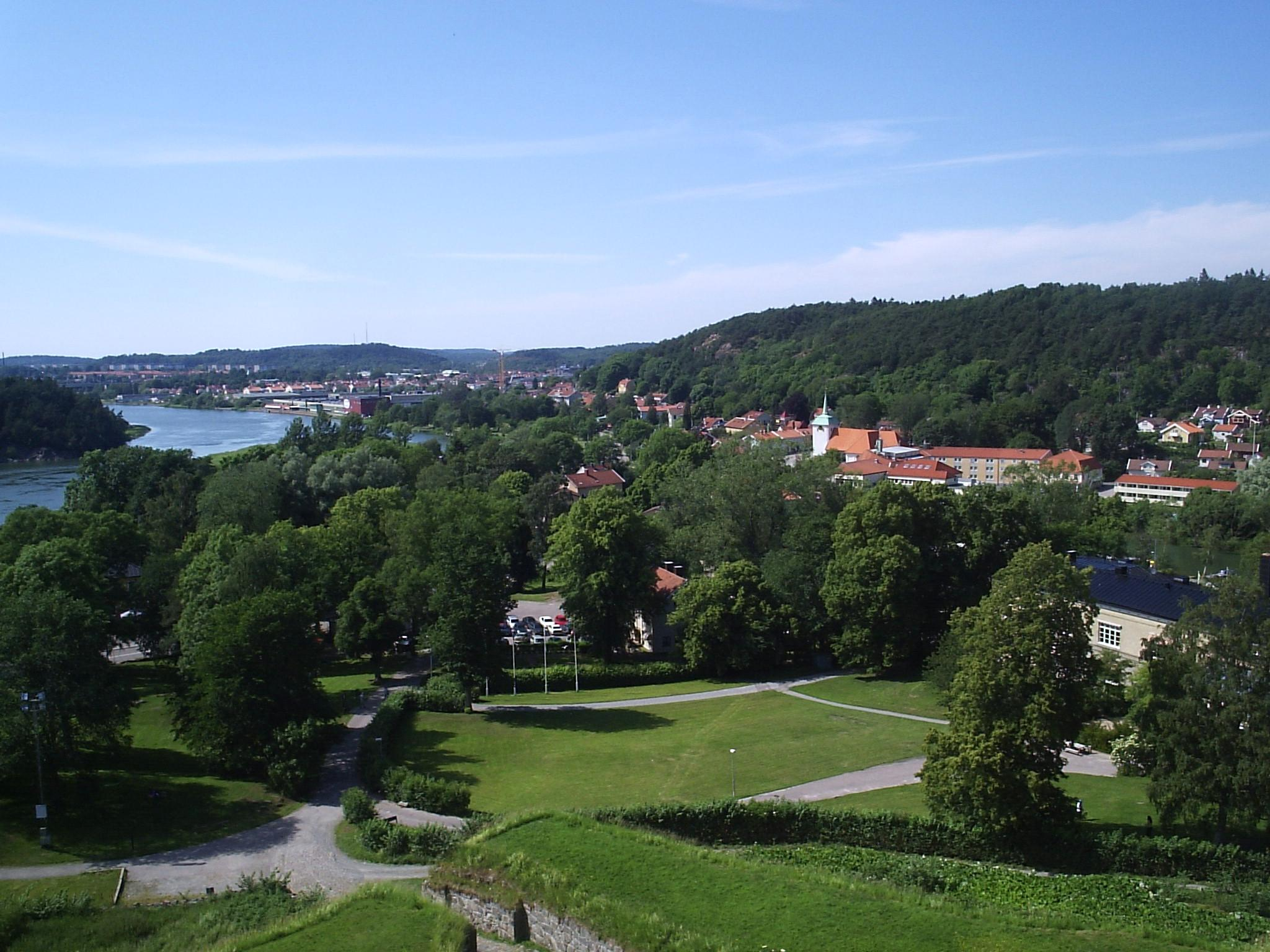
Vista de Kungälv
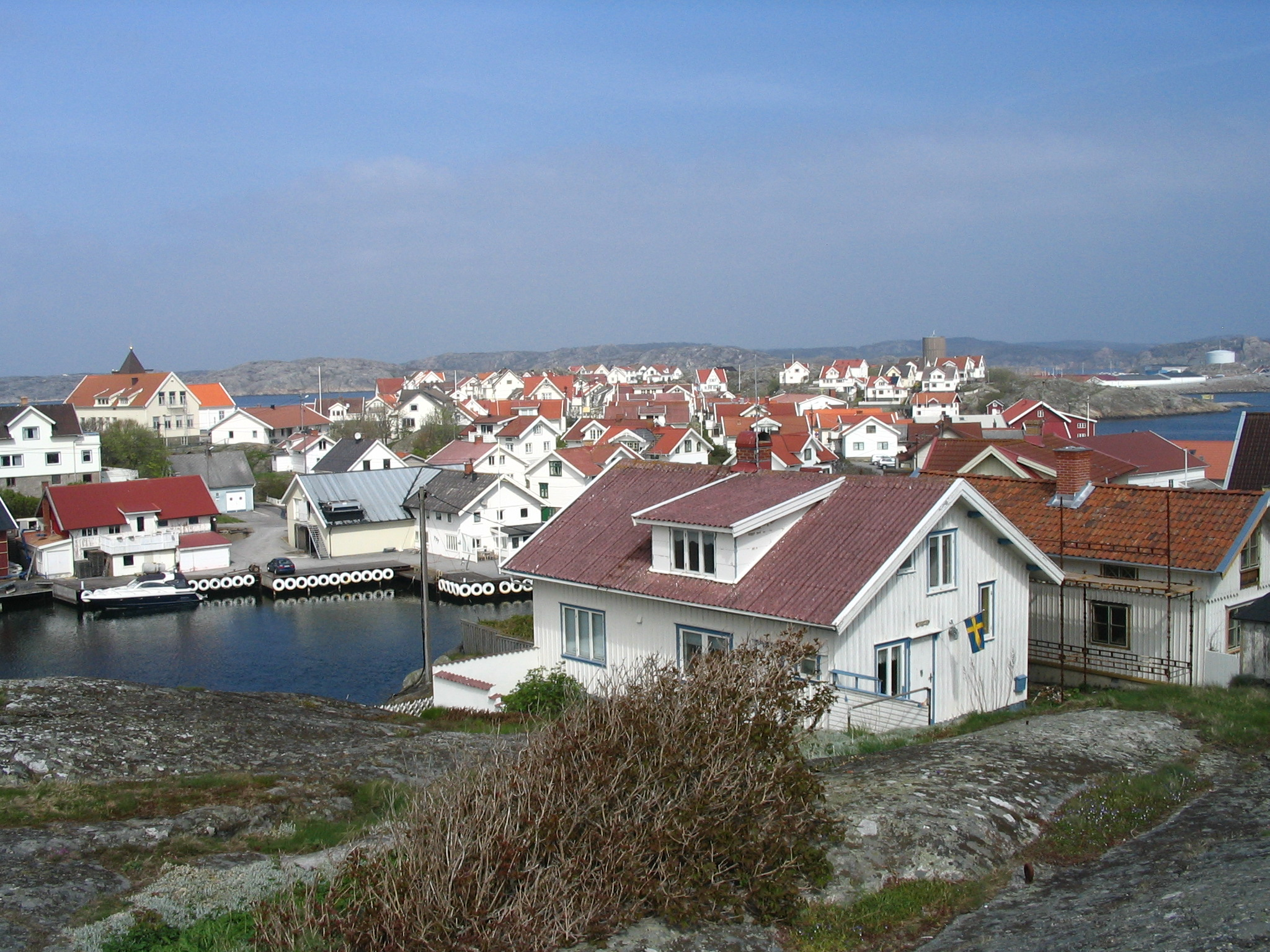
Vista de Klädesholmen
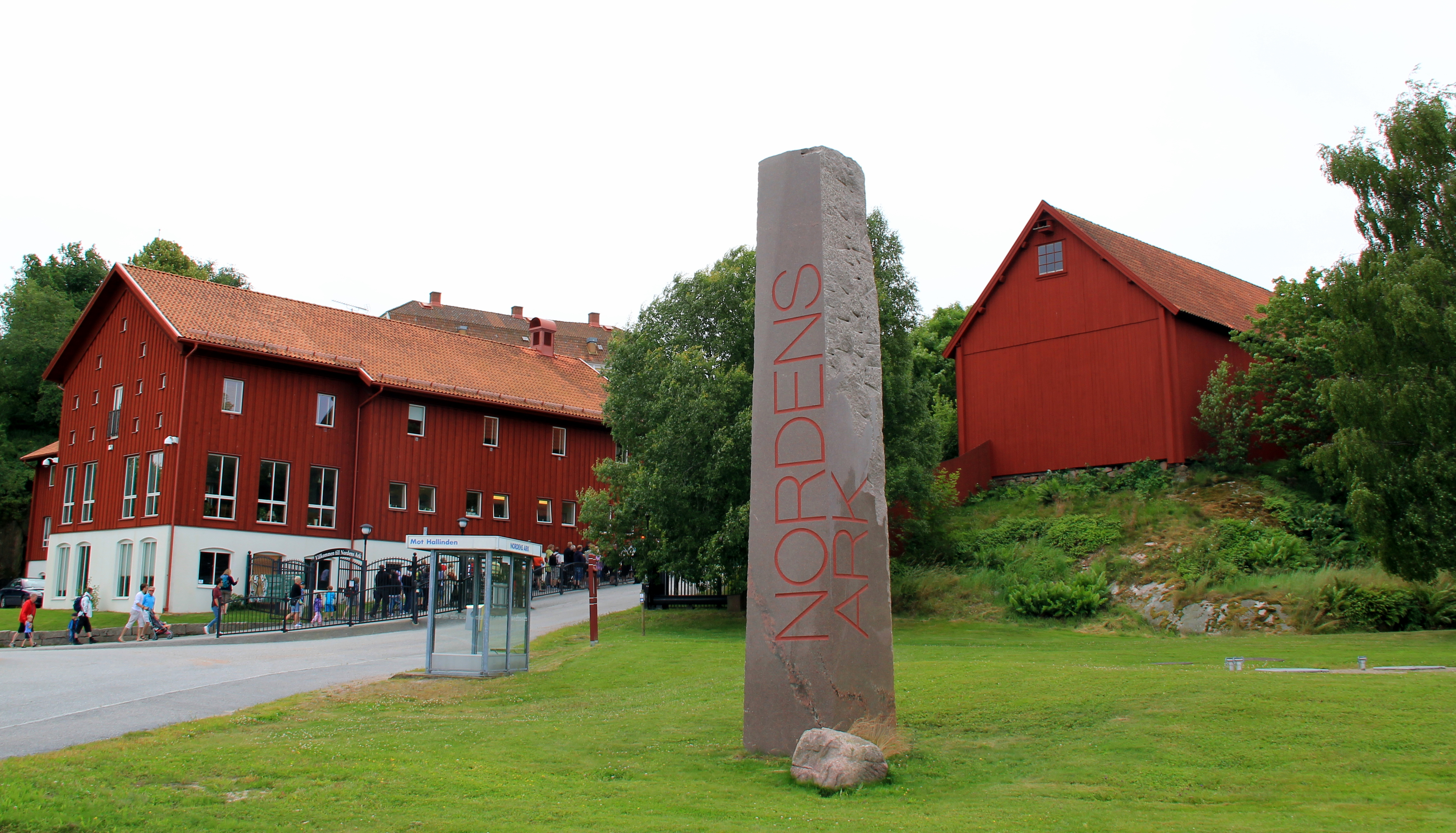
A Arca Nórdica
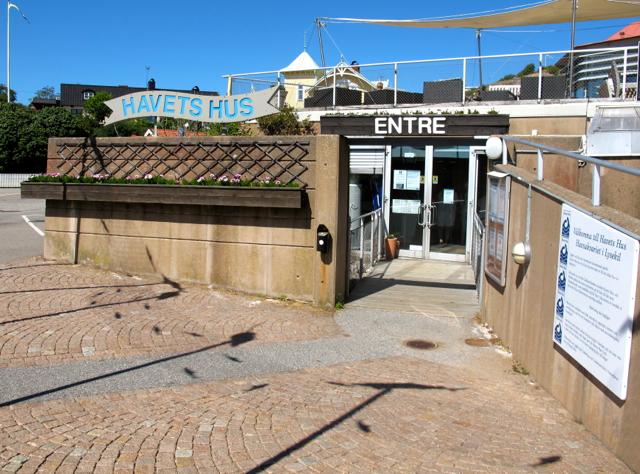
Havets Hus em Lysekil
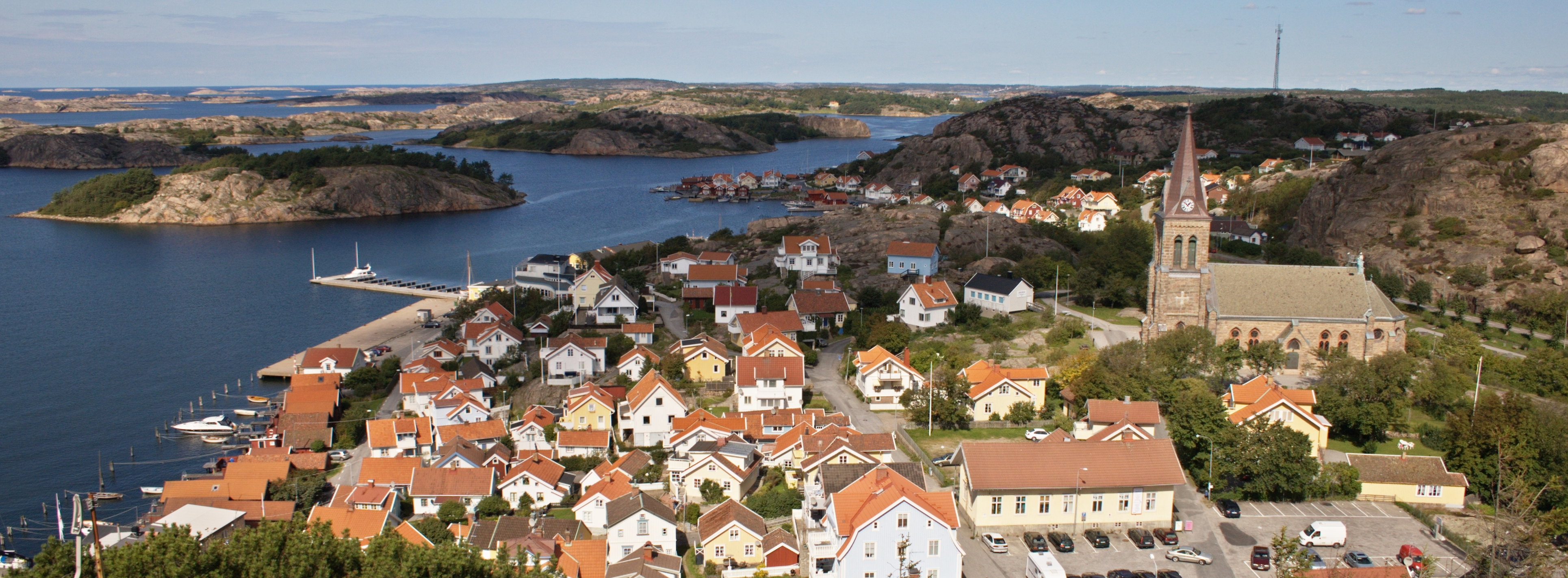
A Fjällbacka de Camilla Läckberg
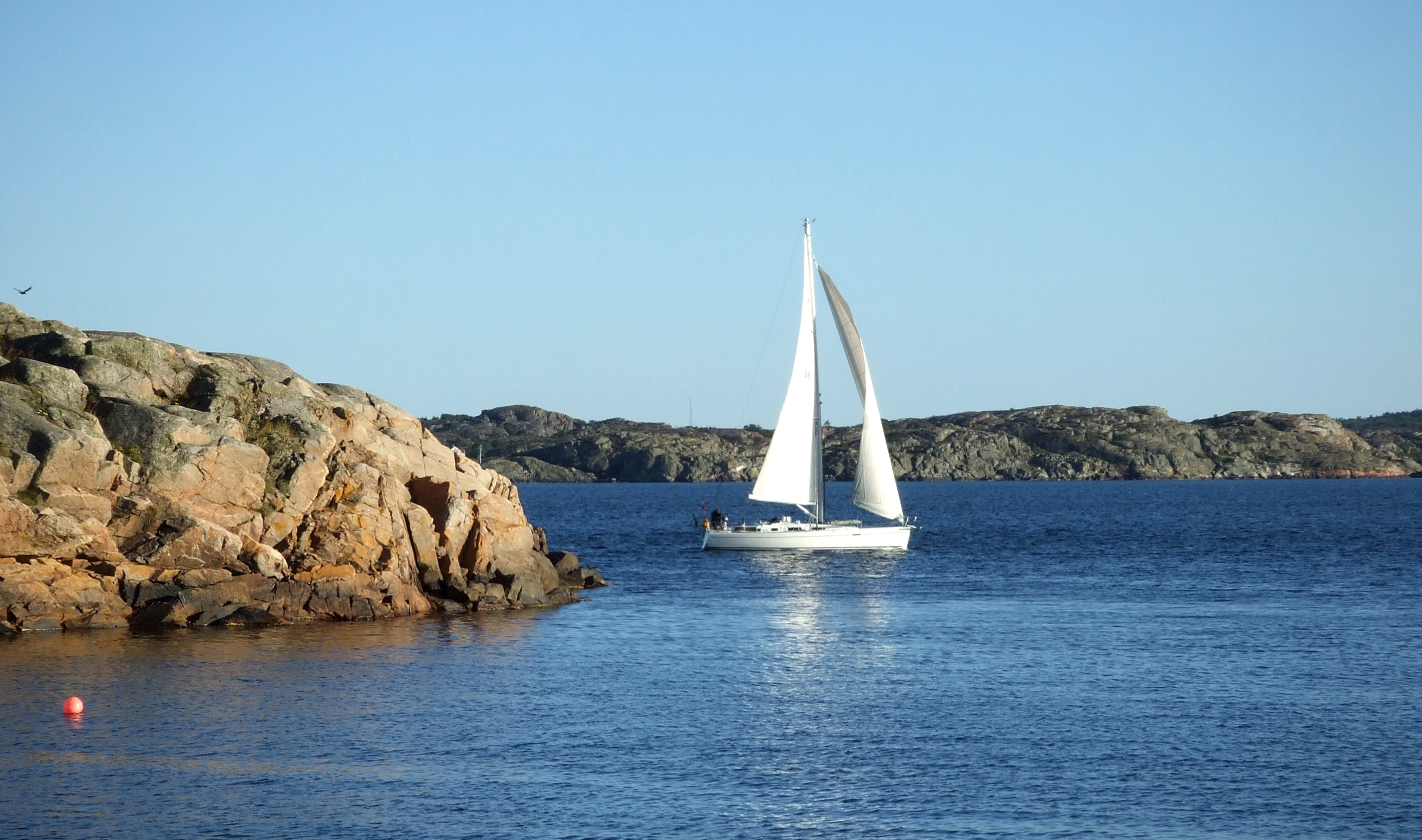
O fiorde Gullmarsfjorden